# 拱网核果木
拱网核果木（学名：Drypetes arcuatinervia）为大戟科核果木属下的一个种。

## 扩展阅读
- 維基物種上的相關：拱网核果木